# Superior: The Return of Race Science
Pour les articles homonymes, voir Superior.
Superior: The Return of Race Science est un livre d'Angela Saini publié en 2019. Construit autour d'entretiens avec des experts, du consensus scientifique et de l'analyse de l'auteur, il soutient que certains domaines de la biologie sont encore influencés par les théories scientifiques discréditées sur le racisme du XIXe siècle.

## Sommaire
Avec Superior, Saini puise dans sa propre enfance dans un quartier blanc de Londres. La discrimination raciale (en) à laquelle elle était confrontée à l'époque l'a poussée vers un style de journalisme qui cherche à mettre en lumière l'injustice. Son intérêt renouvelé pour la génétique de la race a été attisé par l'exploitation par le mouvement du suprémacisme blanc de la recherche qui semble pointer vers des groupements raciaux génétiquement distincts,. 
Saini raconte d'abord l'histoire du racisme scientifique, depuis ses origines de classification systématique des humains selon l'apparence physique et les traits de personnalité présumés fondés sur la race, une approche adoptée par une liste de scientifiques qui comprend Carl von Linné, Charles Darwin et Thomas Henry Huxley. Elle poursuit sur l'acceptation de ces théories par l'anthropologie et la biologie du XXe siècle, et sur leur intégration dans les doctrines politiques sous le régime nazi. Elle retrace la façon dont les catégories raciales ont changé sur une période de temps assez courte, les révélant comme des constructions sociales,,,,,. 
Saini soutient que malgré des efforts délibérés pour discréditer cette approche dans la période d'après-guerre, l'affirmation pseudo-scientifique selon laquelle certaines variétés d'Homo sapiens sont intrinsèquement supérieures (ou plus évoluées) que d'autres a non seulement survécu, mais fait un retour. Après avoir servi les idéologies de la traite des esclaves, de l'immigration fondée sur la race et de l'Holocauste dans le passé, le racisme scientifique est aujourd'hui enrôlé dans la cause de la suprématie blanche,,,,,. 
Tout en reconnaissant que les scientifiques d'aujourd'hui qui recherchent des expressions du concept de race en biologie ne sont pas l'équivalent de leurs pairs du XIXe siècle, Saini se demande si cette ligne de recherche peut produire des résultats utiles. Elle soutient que l'accent mis sur la race ou l'ethnicité dans la santé publique et la médecine peut aveugler les chercheurs sur des causes dont il a déjà été prouvé qu'elles affectent les résultats pour la santé, telles que les conditions socio -économiques. En ressuscitant l'idée que le concept de race correspond à de réelles différences génétiques, ils alimentent aussi la réémergence du mouvement nationaliste blanc  ,. 

## Accueil critique
Dans Nature, Robin Nelson soutient que le livre « est peut-être mieux compris comme la continuation d'une tradition de travail révolutionnaire qui contextualise l'histoire profonde et problématique de la science des races », ainsi que les travaux de Dorothy Roberts (en) et Alondra Nelson. Elle note que l'auteur utilise des termes chargés tels que « politiquement correct » et « politique identitaire » sans reconnaître que ces termes sont souvent utilisés de manière péjorative, ce qui rend son intention peu claire. 
Dans Slate, Tim Requarth qualifie le livre d'« exceptionnel et accablant » et affirme qu'il forcera les scientifiques à examiner comment la culture d'une société affecte leur jugement scientifique. 
Écrivant pour le Center for Genetics and Society, Peter Shanks appelle Saini « une auteure à surveiller ». Il pense que le livre est « une ressource inestimable, et ma seule véritable critique est que le titre en un mot peut donner à certains la fausse impression que Saini approuve l'idée que certains groupes sont supérieurs ». 
Dans le Financial Times, Clive Cookson a déclaré que le livre est une « analyse brillante de la science raciale passée et présente ». Alors que Cookson est mal à l'aise avec ce qu'il perçoit comme une invitation à éviter de rechercher des liens entre la génétique et l'intelligence, il considère toujours Superior comme « une combinaison stimulante de science, d'histoire sociale et de politique moderne ». 